# Талдибулак (Меркенський район)
Талдибула́к (каз. Талдыбұлақ) — село у складі Меркенського району Жамбильської області Казахстану. Входить до складу Жамбильського сільського округу.
У радянські часи село називалося Участок колхоза імені Джамбула.
Населення — 871 особа (2021; 828 у 2009, 989 у 1999, 796 у 1989).